# Sphecodes manni
Sphecodes manni är en biart som beskrevs av Cockerell 1913. Sphecodes manni ingår i släktet blodbin, och familjen vägbin. Inga underarter finns listade i Catalogue of Life.